# Galaretnica pucharkowata

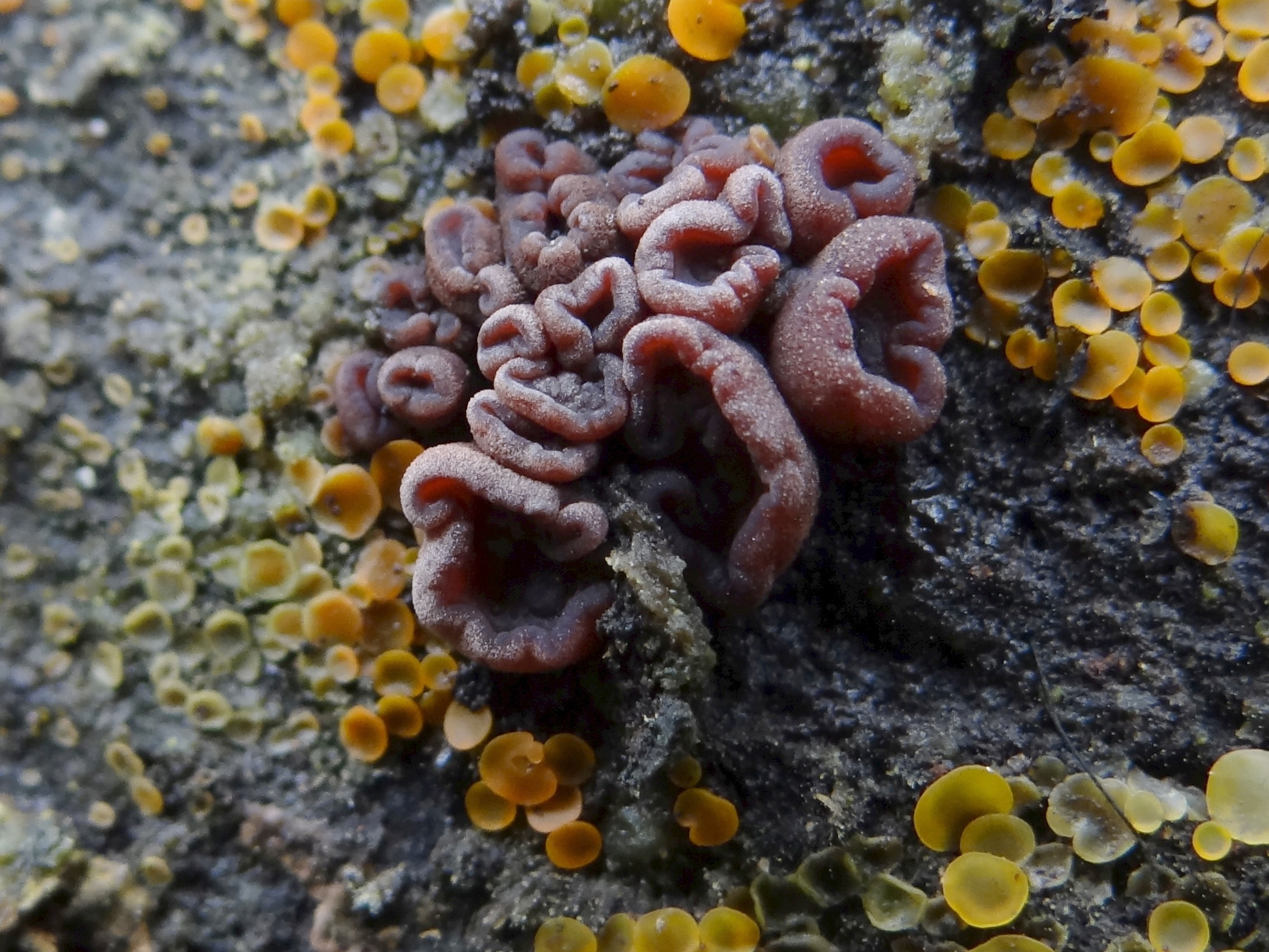
Galaretnica pucharkowata i dwuzarodniczka cytrynowa

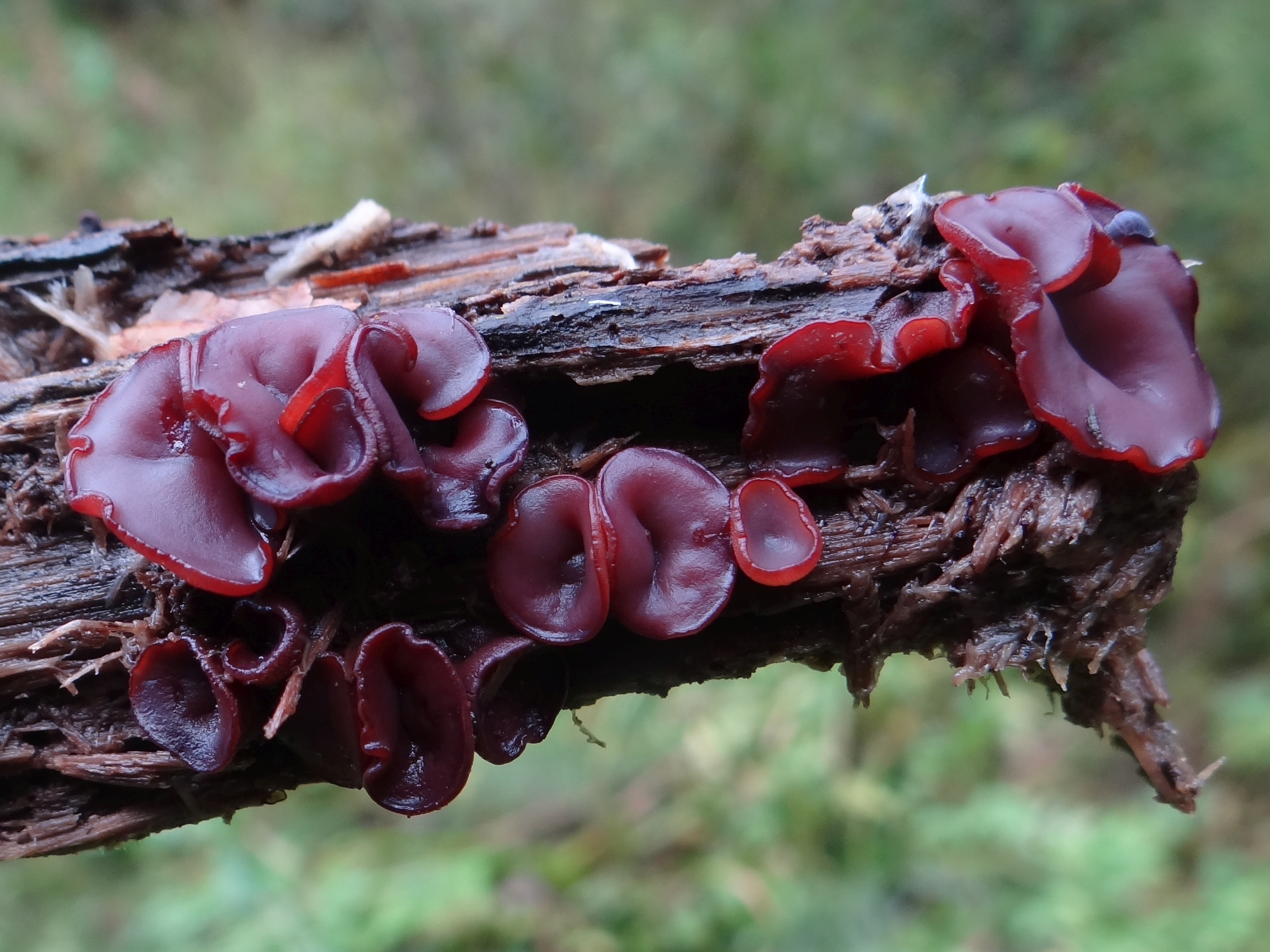

Galaretnica pucharkowata (Ascocoryne cylichnium (Tul.) Korf.) – gatunek grzybów z rzędu tocznikowców (Helotiales).

## Systematyka i nazewnictwo
Pozycja w klasyfikacji według Index Fungorum: Ascocoryne, Gelatinodiscaceae, Helotiales, Leotiomycetidae, Leotiomycetes, Pezizomycotina, Ascomycota, Fungi.
Po raz pierwszy takson ten zdiagnozował w roku 1853 Louis René Tulasne nadając mu nazwę Peziza cylichnium. Obecną, uznaną przez Index Fungorum nazwę nadał mu w roku 1971 Richard Paul Korf, przenosząc go do rodzaju Ascocoryne. 
Niektóre synonimy nazwy naukowej:

- Bulgaria urnalis Nyl. 1868)
- Coryne cylichnium (Tul.) Sacc. 1889
- Coryne sarcoides var. cylichnium (Tul.) Rehm 1896
- Coryne urnalis (Nyl.) Sacc. 1875
- Ombrophila urnalis (Nyl.) P. Karst. 1871
- Peziza cylichnium Tul. 1853

Nazwa polska według M.A. Chmiel.

## Morfologia
Galaretowaty, miękki; jasnofioletowy do brudnobrązowolilowego, znany jest w postaci anamorfy i teleomorfy. Owocniki anamorfy, które można określić jako stadium konidialne, są nieregularnie płatowate i zlewające się z sąsiednimi w jedną masę. Owocniki teleomorfy za młodu są talerzykowate, później zaś równomiernie wypukłe i koliste, z krótkim, ostro zakończonym trzoneczkiem oraz warstwą zarodnikonośną na stronie górnej. Mają średnicę 0,5–2 cm. Nieraz obydwa stadia występują obok siebie jednocześnie.
Cechy mikroskopowe;
Worki mają rozmiar 220 × 15 μm. Powstaje w nich po 8 askospor o rozmiarach 18–27 × 4–6 μm. Są gładkie, wrzecionowate z bardzo licznymi kroplami. Dojrzałe podzielone są kilkoma przegrodami. Wstawki nitkowate z rozszerzonym wierzchołkiem o średnicy 1–3 μm. Konidia bardzo drobne.

## Występowanie
Występuje w Ameryce Północnej i Południowej, Europie, Azji, Afryce Północnej i na Nowej Zelandii. W Polsce jest dość pospolity.
Pojawia się przede wszystkim jesienią i w zimie na okorowanym drewnie drzew liściastych, a także na zrzezach buków.

## Gatunki podobne
W Europie jest kilka podobnych gatunków, m.in. galaretnica mięsista (Ascocoryne sarcoides).